# 賈扎爾清真寺
賈扎爾清真寺（羅馬化：Masjid al-Jazzar，羅馬化：Misgad al-G'zar）也称白色清真寺，位于阿卡老城墙内賈扎爾街，俯视地中海，是以奥斯曼帝国的波斯尼亚人省长賈扎爾帕夏（屠夫）命名。它是以色列除了耶路撒冷以外最大的清真寺。

## 历史

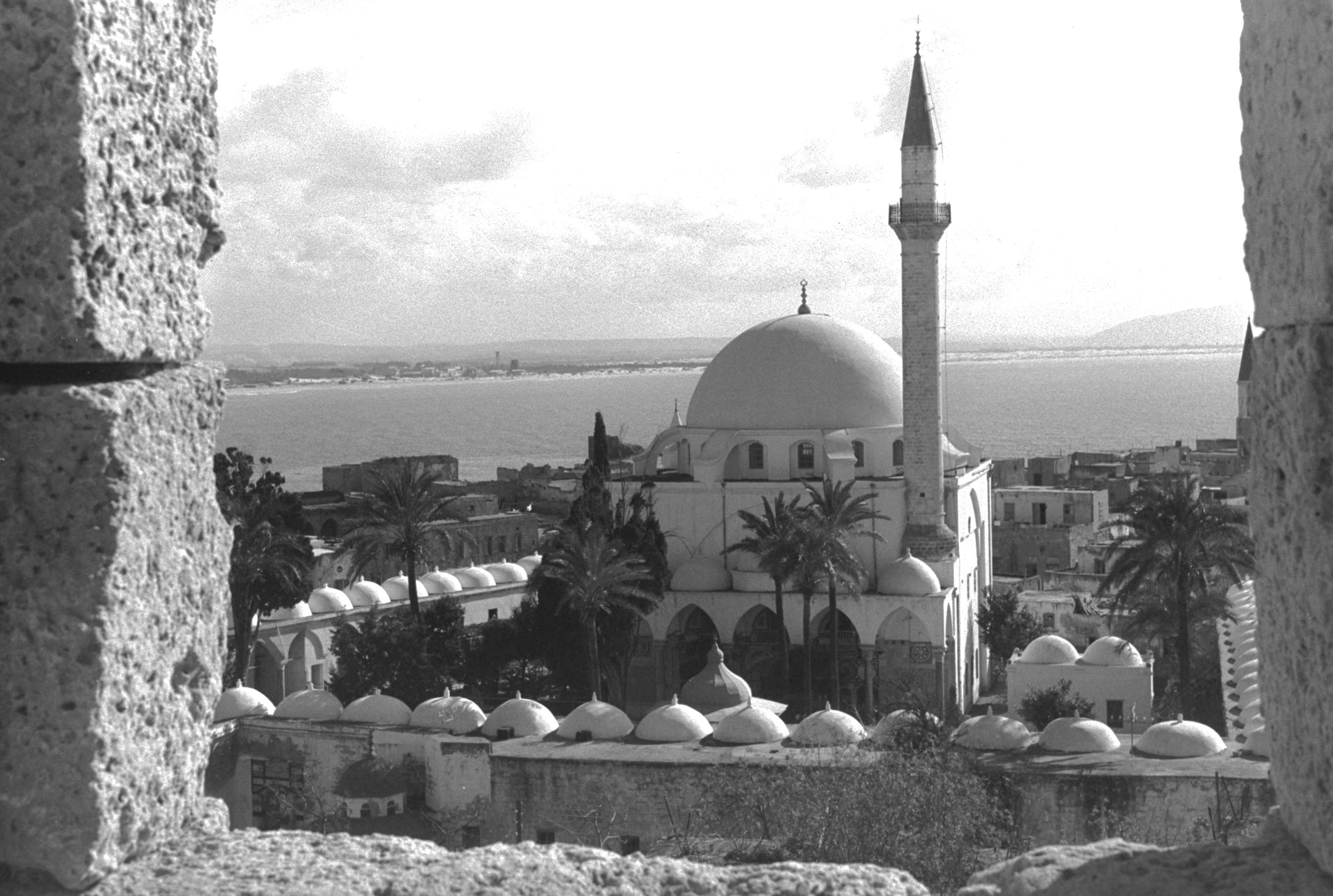

賈扎爾清真寺由以残忍著称，并于1799年在阿卡击败拿破仑·波拿巴的西顿省和大马士革省省长賈扎爾帕夏修建于1781年，当年建成。賈扎爾本人尽管缺乏建筑学训练，却是清真寺的建筑师， 设计并且监督全部建筑工程。除了清真寺本身, 建筑群还包括伊斯兰神学院、学生宿舍、伊斯兰法院和公共图书馆。
賈扎爾清真寺的原址是十字军的祷告所和其他建筑，用于建造清真寺的大理石取自凯撒利亚等地。一些希腊石匠为清真寺的建设者 。

## 建筑
该清真寺是一座优秀的奥斯曼建筑，并结合了拜占庭和波斯风格，模仿了奥斯曼帝国首都伊斯坦布尔的清真寺。这座清真寺主宰着阿卡的天际线。

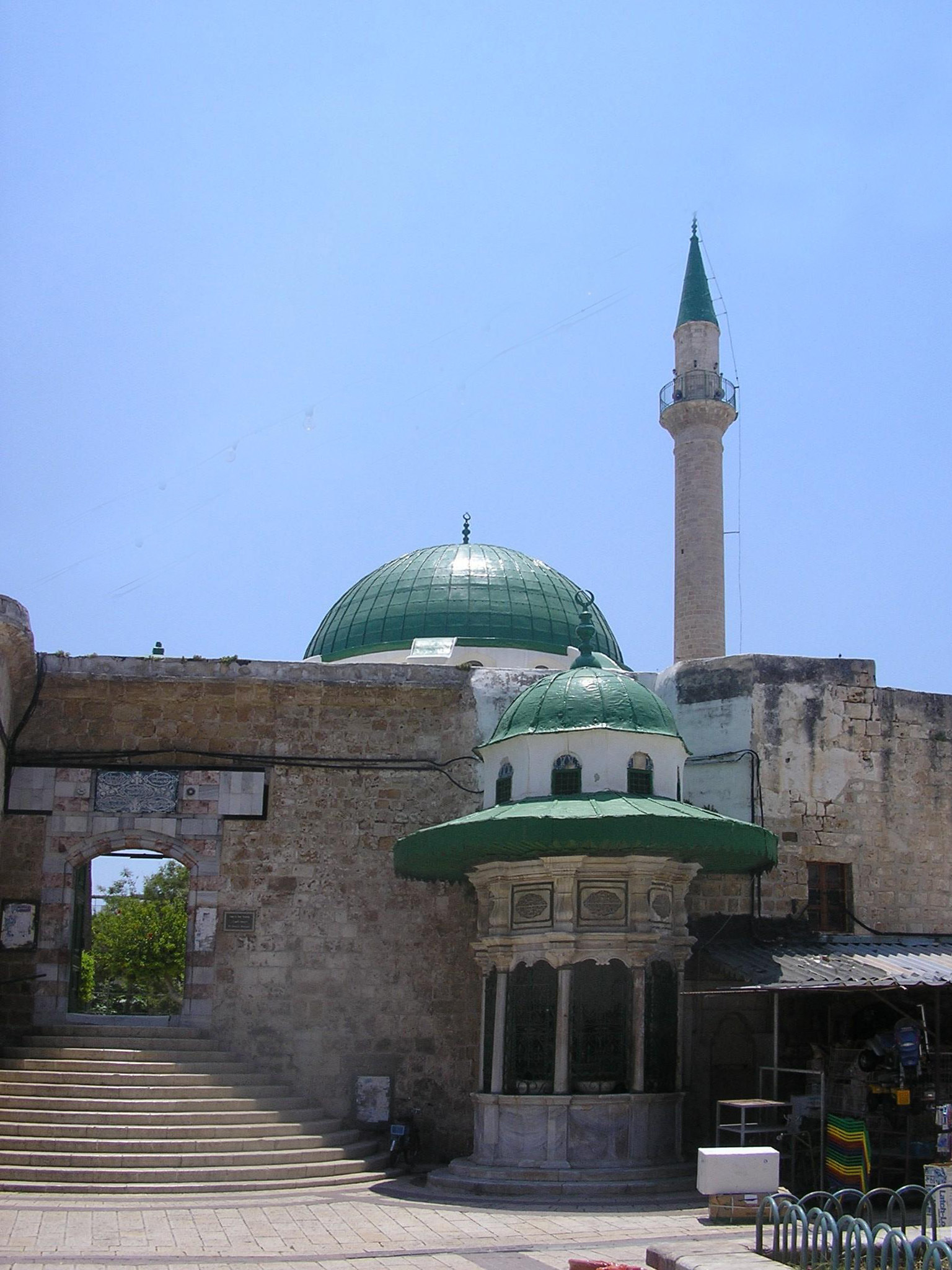
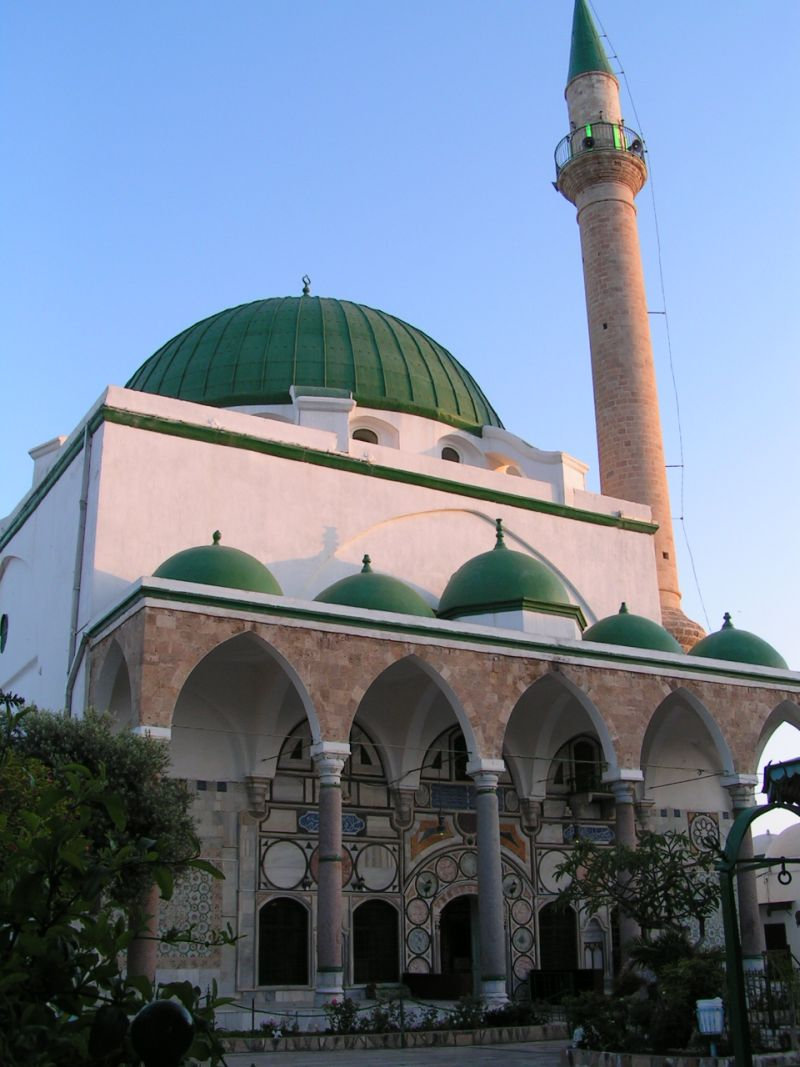
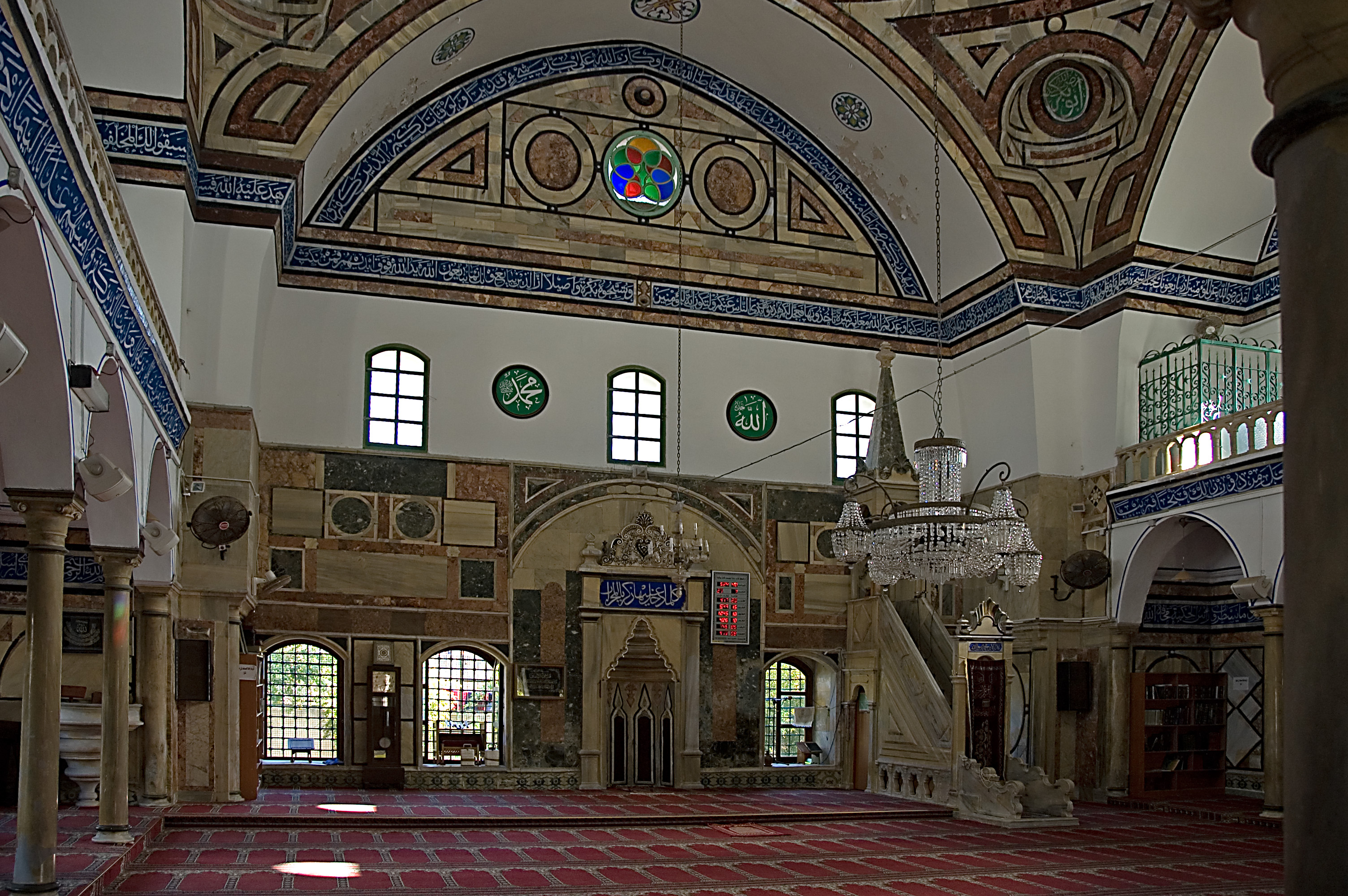
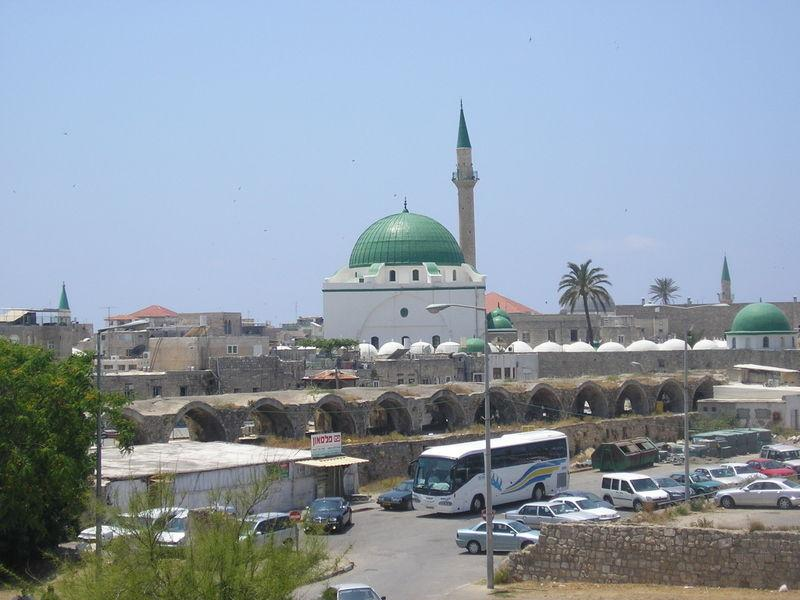
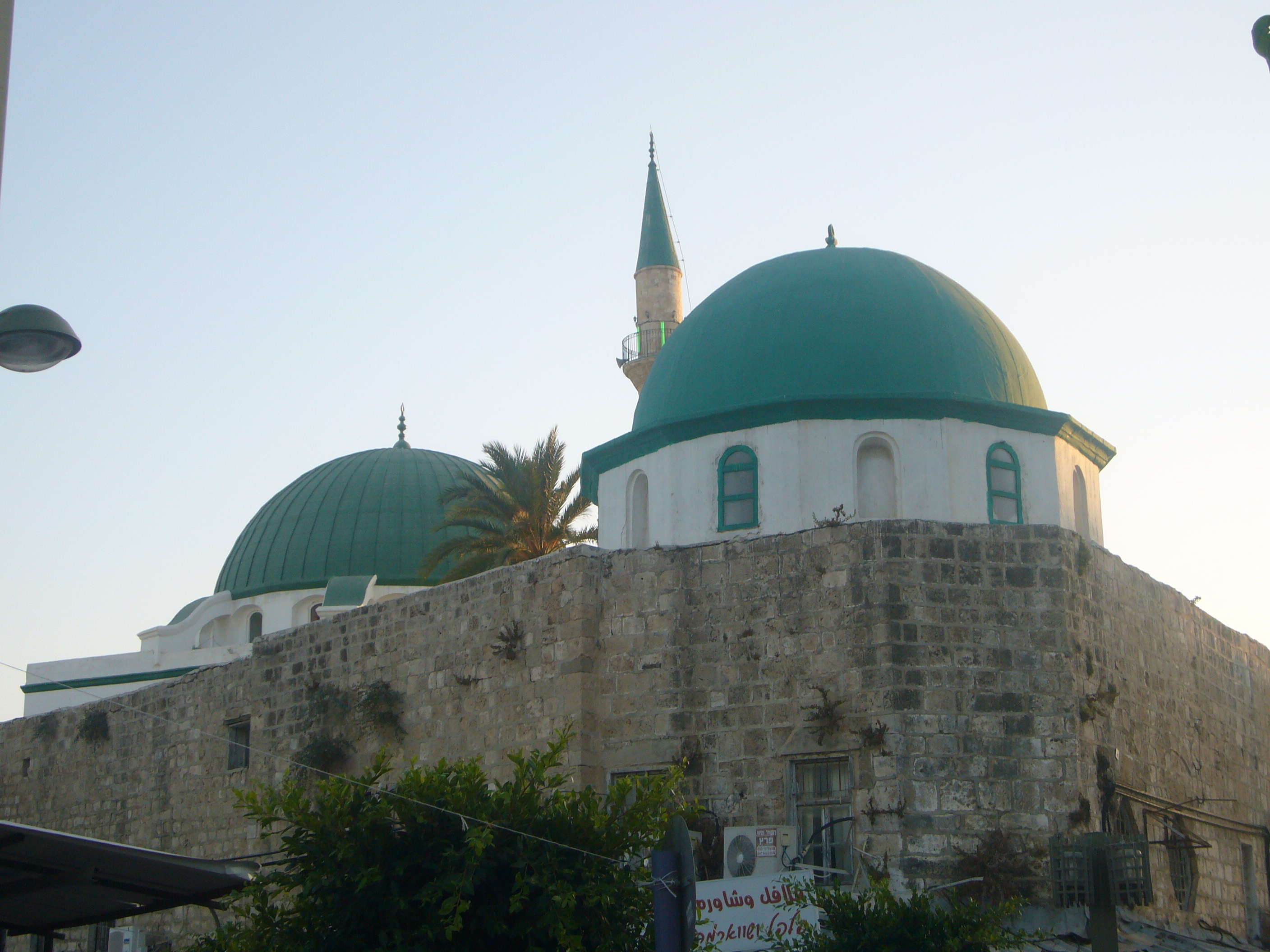